# 何炳松

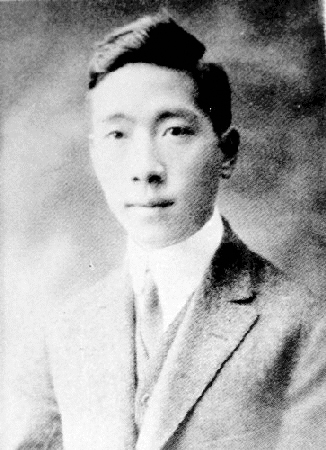
何炳松。

何炳松（1890年10月18日—1946年7月25日），字柏丞，浙江金华人，中国历史学家。

## 生平
清朝光绪十六年（1890年），何炳松出生于金华文昌巷的一知识分子家庭。其祖先住在今金华市婺城区羅店鎮后溪河村。1903年，十三歲便中了秀才。同年，金华府将丽正书院改为金华府中学堂，何炳松成为该校首批20位学生之一。1906年，由于成绩优异，何炳松尚未毕业便被保送进浙江高等学堂预备科，三年后转入正科。他的朋友金兆梓回忆称，何炳松自金华府中学堂到浙江高等学堂“无试不冠军”。1912年，自浙江高等学堂毕业后，获浙江省府公费送往美国留学。1912年冬，何炳松启程赴美国。在美国的四年留学期间，他一开始在加利福尼亚大学伯克利分校学法语、政治学、经济学。1913夏，考入威斯康辛大学学德语、历史学、政治学。在威斯康辛大学期间，他还于1914年起获聘为历史系兼职助教，负责收集远东及中日关系的资料。1915年，何炳松自威斯康辛大学毕业，获政治科学士学位。同年，他考入普林斯顿大学研究院，研究现代史及国际政治，1916年毕业获政治科硕士学位，畢業後父母一再催促回國，故沒能繼續學業。便便在美国期间，他还担任留美中国学生会副会长（会长为胡适）。
归国后，何炳松起初担任浙江省长公署助理秘书，不久改任浙江省视学。1917年，何炳松应蔡元培的聘请，到北京大学史学系任教授。同时，他兼任北京高等师范学校英语部主任，兼代史地部主任。在这一时期，他的译作《新史學》（The New History）完成。
1922年到1923年，何炳松任浙江省立第一师范学校校长。1923年7月，该校与浙江省立第一中学合并为新的浙江省立第一中学，何炳松任合并后的首任校长。1925年，何炳松任武昌师范大学校长。
1926年，何炳松赴上海商务印书馆工作，历任史地部主任、国文部主任、编译所所长、大学丛书委员会委员等职。任内，他主编了《中学史学丛书》、《教育杂志》等，并兼任上海光华大学、大夏大学教授。1934年当选中华学艺社理事长。1935年至1946年，任国立暨南大学校长。1946年5月，任金华的国立英士大学校长，但因病而未到任。
1946年7月25日，何炳松在上海中华学艺社病逝。其墓在金华城北道院塘。

## 家庭
- 何炳松是何炳棣的堂兄[3],另有2女 淑馨.淑瑚

## 著作
- 《歷史研究法》
- 《通史新義》
- 《程朱辩异》
- 《浙东派溯源》
- 《新史学》（译作）
- 《西洋史学》（译作）
- 《历史教学法》（译作）
- 《中古欧洲史》（编译）
- 《近世欧洲史》（编译）

## 学术贡献
他力倡社會科學與史學結合，被誉为“中国新史学派的领袖”。他對當時民間中國原有之物不分好壞僅須加「國」字即成時髦玩物之風頗感憂心，並反胡適等人所倡之全盤西化論。